# SxS
 (décembre 2016).
Si vous disposez d'ouvrages ou d'articles de référence ou si vous connaissez des sites web de qualité traitant du thème abordé ici, merci de compléter l'article en donnant les références utiles à sa vérifiabilité et en les liant à la section « Notes et références ».

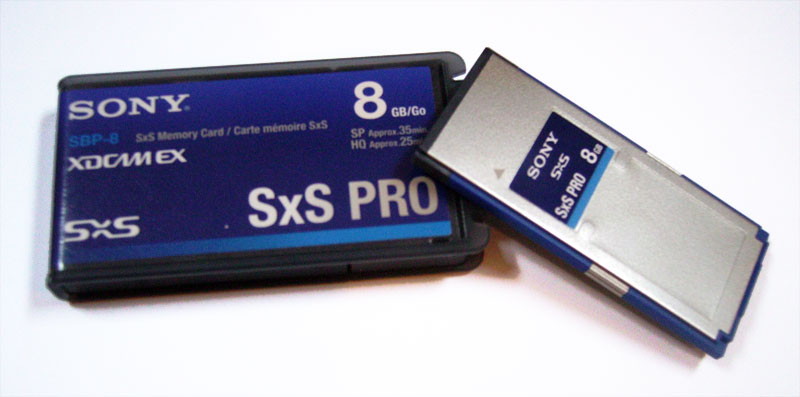
Carte SxS Pro.

Une carte SxS est un support à mémoire flash PCI Express, conforme au standard ExpressCard, lancée en 2009.

## Description
Ce type de carte est utilisé par la société Sony pour l'enregistrement des fichiers vidéo générés par la gamme de caméras XDCAM EX,.
Des versions plus récentes autorisent un débit d’enregistrement plus rapide : SxS PRO jusqu'à 800 Mb/s et SxS PRO+ jusqu'à 1,5 Gb/s.